# 4. Zerstörerflottille (Kriegsmarine)
Die 4. Zerstörerflottille war ein militärischer Verband der deutschen Kriegsmarine im Zweiten Weltkrieg. Im Verlauf des Zweiten Weltkriegs wurde die 4. Zerstörerflottille zweimal aufgestellt.

## Geschichte
Die 4. Zerstörerflottille wurde im April 1939 aus der 6. und 8. Zerstörerdivision aufgestellt. Am 6. April 1939 übergab Fregattenkapitän Ulrich Brocksien, ehemaliger Chef der 6. Zerstörerdivision, das Kommando der neu eingerichteten 4. Zerstörerflottille an Korvettenkapitän Erich Bey. Die 4. Zerstörerflottille erhielt die Z 9 Wolfgang Zenker und Z 11 Bernd von Arnim von der ehemaligen 6. Zerstörerdivision zugeteilt. Von der ehemaligen 8. Zerstörerdivision kamen Z 10 Hans Lody, Z 12 Erich Giese und Z 13 Erich Koellner zur neuen Flottille. Die Unterstellung erfolgte unter den Führer der Zerstörer.
Den ersten Kriegseinsatz hatte die Flottille ab September 1939 beim Überfall auf Polen eingesetzt und war ab da an bis 1940 für den Handelskrieg eingesetzt. Ebenso kamen Sicherung für Minenunternehmen in der Nordsee dazu. 1940 erfolgte im Zuge der Operation Weserübung der Einsatz der Flottille vor Norwegen.
Nachdem aber ein Großteil der deutschen Zerstörer bei der Schlacht um Narvik Mitte April 1940 zerstört oder zumindest beschädigt worden waren, wurde im Mai 1940 die 5. und 6. Zerstörerflottille aufgestellt, welche die noch einsatzfähigen deutschen Zerstörer aufnahmen. Von der 4. Zerstörerflottille war lediglich Z 10 noch einsatzfähig. Die anderen vier Zerstörer der Flottille waren versenkt worden. Am 18. April 1940 wurde die 4. Zerstörerflottille aufgelöst. Z 10 wurden zur Aufstellung der 6. Zerstörerflottille verwendet.
In Oktober 1942 wurde die 4. Zerstörerflottille ein zweites Mal aufgestellt und bestand bis Kriegsende. Die Flottille erhielt sieben neuen Zerstörern des Typs 1936 A. Bis 1944 kam die Flottille im Nordraum für Angriffe auf alliierte Geleitzüge und zur Absicherung eigener Geleitzüge zum Einsatz. Ab 1945 war die Flottille mit Z 31, Z 33, Z 34, Z 38 und Z 39 in der Ostsee eingesetzt. Seemännisches Geschick bewies der letzte Chef der Flottille, Kapitän zur See Hubert von Wangenheim, als er im Januar 1945 drei Zerstörer von Nordnorwegen durch die britischen Linien in die Ostsee verlegte. Am Ende des Krieges waren von der Flottille, bestehend aus vier Schiffen, nur noch zwei übrig. Wangenheim führte diese beiden Schiffe bis zum letzten Kriegstag in die Bucht von Danzig, um Flüchtlinge nach Glücksburg zu evakuieren, auch wenn sein Schiff beim letzten Anlauf am 8. Mai 1945 schwere Torpedotreffer von sowjetischen Schiffen erhielt.

## Zugehörige Einheiten
4. Zerstörerflottille (1939/40)
- Z 9 Wolfgang Zenker
- Z 10 Hans Lody
- Z 11 Bernd von Arnim
- Z 12 Erich Giese
- Z 13 Erich Koellner

4. Zerstörerflottille (1942 bis 1945)
- Z 31
- Z 32, Indienststellung 15. September 1942, später zur 8. Zerstörerflottille
- Z 33
- Z 34, Indienststellung 5. Juli 1943
- Z 37, später zur 8. Zerstörerflottille
- Z 38
- Z 39, Indienststellung 21. August 1943

## Flottillenchefs
4. Zerstörerflottille (1939/40)
- Korvettenkapitän/Fregattenkapitän Erich Bey: von der erstmaligen Einrichtung bis zur erstmaligen Auflösung, vorher Kommandant von Z 14 und anschließend Führer der Zerstörer

4. Zerstörerflottille (1942 bis 1945)
- Korvettenkapitän Georg Langheld: von der zweiten Einrichtung im Oktober 1942 bis April 1943 als Kommandant von Z 37 mit der Wahrnehmung der Geschäfte beauftragt, anschließend Chef der 8. Zerstörerflottille
- Kapitän zur See Rolf Johannesson: von April 1943 bis Dezember 1944
- Kapitän zur See Hubert von Wangenheim: von Dezember 1944 bis Kriegsende